# オヤジ坊太郎
『オヤジ坊太郎』（オヤジぼうたろう）は、藤子不二雄Ⓐによる日本のギャグ漫画作品の一つ。『週刊少年キング』（少年画報社）にて1975年第7号から1976年第36号まで連載された。

## 概要
掲載時期は昭和50年代初めと、永井豪や、赤塚不二夫の漫画が多くの雑誌に掲載された時期に描かれた作品である。そのため、「ブっ飛んだギャグ」、「何の脈絡もないシーン」、「お色気」など、永井や赤塚をリスペクトしたシーンも多い。また、「主人公が謎の紳士に変身する」という本作について作者は「あれは僕らの願望で、自分の才能の限界が分かっちゃっているから」と、語っている。

## あらすじ
主人公の親寺 坊太郎（おやじ ぼうたろう）は、12歳の「大中小学校」6年生。なぜか赤ちゃんの時からちょびヒゲを生やして生まれてきた。はげ頭に1本だけ生えた頭髪を強く上に引っ張ると徐々に背が伸びてチョビひげは消え、3分後には豊かな髪が生えて「日本のハワード・ヒューズ」といわれる謎の億万長者「ミスター・X」に早変わり。そんな彼は、政財界・芸能界・出版界などにわたる大きな影響力を背景に家族や同級生たちの夢を叶えていくが…

## 題材となったモデル
| サブタイトル                         | 題材                                    | モデル                     | 概要 |
| ------------------------------------ | --------------------------------------- | -------------------------- | --- |
| オトナか!?コドモか!?                 | 桜田モモエ                              | 山口百恵 桜田淳子          | サクラTV『親子クイズ』に出演するも憧れの桜田モモエを前に興奮して失態してしまった坊太郎だが後日、名誉挽回として『桜田モモエとあそぼう』の番組に出演する。                                         |
| 必殺!!ダブルヌンチャック!!           | 『最後のブルース・リー ドラゴンへの道』 | ドラゴンへの道             | 『ドラゴンへの道』鑑賞後、坊太郎、キザオ、ドラゴン、出羽の4人は興奮してブルース・リーになりきって互いにキックをしてケガをする。後日、みんなを呼び出してダブルヌンチャックを披露するキザオだが…。 |
| 恐怖のカーレース                     | スパイダー2000                          | アルファロメオ・スパイダー | スパイダー2000(1900ccDOHCツインキャブ、前進5段フルシンクロ)を自慢するキザオ。その車で東名高速道路をドライブするが…。                                                                             |
| オトナになった夜!!                   | ミッドナイトショー                      | 11PM 独占!男の時間         | 夜の番組『ミッドナイトショー』のグラマーな踊り子(ダンサー)に夢中になった坊太郎たち。子供を理由にテレビを消されて大人になってみたいと願う坊太郎たちだが…。                                        |
| プロゴルファーになりたい!!           | ジャンボ尾崎                            | ジャンボ尾崎               | ジャンボ尾崎が優勝して賞金1千万円獲得したテレビ中継を見ていたパパと坊太郎。パパは坊太郎を将来のジャンボ尾崎にするべくゴルフセンターへ連れて行くが…。                                             |
| おれはなったぜ!!ヌンチャックスタァ!! | 火葉真一                                | 千葉真一                   | 将来、ブルース・リーのようなヌンチャックスタァになる夢を見るドラゴン。坊太郎の力でアクションスター・火葉真一と共演する事になったドラゴンだが…。                                                  |
| 燃える!!超高層!!                     | タワーリング・インフェルノ              | タワーリング・インフェルノ | 自宅改装のため都内一の高層ホテルであるゼブラホテルに宿泊している事を自慢するキザオ。映画を鑑賞後、坊太郎たちが興奮するのをよそに自分の宿泊が映画のようにならないか心配するキザオだったが…。      |
| およげタコヤキくん                   | およげタコヤキくん                      | およげ!たいやきくん        | タイヤキブームでさっぱり売れなくなったタコヤキ屋を繁盛させるために坊太郎が日本で一流の宣伝マンを収集して大々的に「およげタコヤキくん」を展開する。                                               |
| パン食ってデート                     | パン食ってデート                        | パンチDEデート             | 人気番組『パン食ってデート』にドラゴンの代わりに出演することになった坊太郎だが…。 |
| ナチスをたおせ!!                     | ヒトラーそっくりの総統閣下              | アドルフ・ヒトラー         | 町にヒットラーそっくりのおじさんが現れ、同級生たちが突撃隊に入隊するのを危惧する坊太郎だが…。 |
| ナチスをたおせ!!                     | 親衛隊の突撃隊                          | ナチス                     | 町にヒットラーそっくりのおじさんが現れ、同級生たちが突撃隊に入隊するのを危惧する坊太郎だが…。 |
| オリバーくん元気かね？               | 某国の政府高官                          | オリバーくん               | ロッキード事件で問題を起こして日本に亡命した某国の政府高官がオリバーくんソックリ。 |
| オリバーくん元気かね？               | 某国の政府高官                          | ロッキード事件             | ロッキード事件で問題を起こして日本に亡命した某国の政府高官がオリバーくんソックリ。 |
| 花のトラック小僧!!                   | 暴走トラック大将                        | トラック野郎               | 映画『暴走トラック大将』に興奮したドラゴンが“デコチャリ”を自慢。それに触発されたキザオと坊太郎がそれぞれのデコチャリを作ろうとする。                                                             |
| ハブちゃん勝つか!?マグちゃん勝つか!? | 沖縄国際海洋博覧会                      | 沖縄国際海洋博覧会         | 沖縄海洋博から帰ったキザオのカバンの中にハブが紛れ込んでいた事からパニックに…。 |
| シシ舞いでクルクル舞                 | ジョーズ                                | ジョーズ                   | 正月に繁盛せず困っている獅子舞を見て坊太郎が映画『ジョーズ』をヒントにしてジョーズ舞いを提案する。                                                                                               |
| 巨獣軍は不滅なり!!                   | 巨獣                                    | 巨人                       | 巨獣軍の弱さに憤る荒れたファンによって町中が大パニックになり、坊太郎が巨獣軍の放映権を10億円で買い取って巨獣軍の勝った試合を放送する                                                             |
| 巨獣軍は不滅なり!!                   | ナガヒマ                                | 長嶋茂雄                   | 巨獣軍の弱さに憤る荒れたファンによって町中が大パニックになり、坊太郎が巨獣軍の放映権を10億円で買い取って巨獣軍の勝った試合を放送する                                                             |
| 巨獣軍は不滅なり!!                   | ジャンソン                              | ジョンソン                 | 巨獣軍の弱さに憤る荒れたファンによって町中が大パニックになり、坊太郎が巨獣軍の放映権を10億円で買い取って巨獣軍の勝った試合を放送する                                                             |
| 巨獣軍最後の逆転!!                   | ナガヒマ                                | 長嶋茂雄                   | 巨獣軍の弱さとナガヒマ監督の悪口を言われ、激怒するドラゴンたちファン。坊太郎がナガヒマ監督と面談し、新戦力加入としてカニダとオゼキを契約する。                                                   |
| 巨獣軍最後の逆転!!                   | ワオ                                    | 王貞治                     | 巨獣軍の弱さとナガヒマ監督の悪口を言われ、激怒するドラゴンたちファン。坊太郎がナガヒマ監督と面談し、新戦力加入としてカニダとオゼキを契約する。                                                   |
| 巨獣軍最後の逆転!!                   | ドブチ                                  | 田淵幸一                   | 巨獣軍の弱さとナガヒマ監督の悪口を言われ、激怒するドラゴンたちファン。坊太郎がナガヒマ監督と面談し、新戦力加入としてカニダとオゼキを契約する。                                                   |
| 巨獣軍最後の逆転!!                   | 変神                                    | 阪神                       | 巨獣軍の弱さとナガヒマ監督の悪口を言われ、激怒するドラゴンたちファン。坊太郎がナガヒマ監督と面談し、新戦力加入としてカニダとオゼキを契約する。                                                   |
| 巨獣軍最後の逆転!!                   | カニダ                                  | 金田正一                   | 巨獣軍の弱さとナガヒマ監督の悪口を言われ、激怒するドラゴンたちファン。坊太郎がナガヒマ監督と面談し、新戦力加入としてカニダとオゼキを契約する。                                                   |
| 巨獣軍最後の逆転!!                   | オゼキ                                  | 尾崎将司                   | 巨獣軍の弱さとナガヒマ監督の悪口を言われ、激怒するドラゴンたちファン。坊太郎がナガヒマ監督と面談し、新戦力加入としてカニダとオゼキを契約する。                                                   |
| 巨獣軍必死のキャンプイン!!           | ハラモト                                | 張本勲                     | V1に向けて雪山で特訓する巨獣軍の取材として『週刊プリンス』の取材記者として坊太郎たちが訪れる。                                                                                                   |
| 天国と地獄!!                         | ナガヒマ                                | 長嶋茂雄                   | 前回に引き続き、坊太郎たちが巨獣軍の特訓シーンを現地取材する。 |
| 天国と地獄!!                         | ワオ                                    | 王貞治                     | 前回に引き続き、坊太郎たちが巨獣軍の特訓シーンを現地取材する。 |
| 天国と地獄!!                         | ハラモト                                | 張本勲                     | 前回に引き続き、坊太郎たちが巨獣軍の特訓シーンを現地取材する。 |
| 天国と地獄!!                         | ジャンソン                              | ジョンソン                 | 前回に引き続き、坊太郎たちが巨獣軍の特訓シーンを現地取材する。 |
| 天国と地獄!!                         | ホレウチ                                | 堀内恒夫                   | 前回に引き続き、坊太郎たちが巨獣軍の特訓シーンを現地取材する。 |
| 人食いクマ 町をあるく!!              | グリズリー                              | グリズリー                 | 映画『グリズリー』の話題をしていたキザオと坊太郎のもとにホンモノの人食いクマが出現し…。 |
| サルマネコング大暴れ!                | キングコング                            | キングコング               | 映画『キングコング』の話題で影響を受けたキザオが全財産4,200円を投入して8ミリ映画『サルマネ・コングの逆しゅう』を撮ろうとする。                                                                   |
| 1パット ン万円                       | 山本善隆                                | 山本善隆                   | ゴルフで優勝した山本善隆が400万円の賞金を手にするのを見て自分たちもプロゴルファーになろうとパターゴルフで争う坊太郎たちだが…。                                                                   |
| なんでも見えるぞ！透視術             | クロワゼット                            | ジェラール・クロワゼ       | クロワゼットの透視術をテレビで見て影響を受けた坊太郎に謎の男が現れてパパのなくした定期を見つけようとする。                                                                                       |
| 恐怖の怪人正美ちゃん                 | 冒険児カニーバル                        | エベル・ニーベル           | オートバイでバス40台を飛び越える冒険児カニーバルに触発され、後日、自転車でおもちゃのバスを飛び越える遊びをしていた坊太郎たちの元へあの男が現れる。                                               |
| 人間競馬でハイ、スタートよ!!         | パイセイコー                            | ハイセイコー               | ハイセイコーに敗れたトロイホープにすべてを賭けていたパパのハズレ馬券を当たり馬券にした坊太郎。そこから親子競馬大レースを企画する。                                                               |
| 人間競馬でハイ、スタートよ!!         | トロイホープ                            | タケホープ                 | ハイセイコーに敗れたトロイホープにすべてを賭けていたパパのハズレ馬券を当たり馬券にした坊太郎。そこから親子競馬大レースを企画する。                                                               |
| 応援団で大騒ぎ                       | 応援団野郎                              | 嗚呼!!花の応援団           | 映画『応援団野郎』の審査会場で応援団のカッコよさに憧れたドラゴンたち。純子ちゃんのテニスの試合に自分たちも応援団を作ろうとするのだが…。                                                          |
| ラムちゃん大騒動                     | ラムネス・ラム                          | アグネス・ラム             | 重度のラムちゃん症候群にかかったドラゴンのために坊太郎がハワイで本物のラムちゃんに会わせるのだが…。                                                                                              |
| 勉強仮面登場！                       | 勉強仮面                                | 月光仮面                   | 夏休みに遊んでばかりいる坊太郎に心配するママのもとに謎の勉強仮面が現れる。 |
| 俺は早射ちNO.1よ！                   | ワイナット・アップ                      | ワイアット・アープ         | テレビの『ビックリショウ』に出演したワイナット・アップに影響を受け、早射ちゴッコをするドラゴンたち。そこへ坊太郎によって本物のワイナット・アップが登場するが…。                                  |
| 燃えよ坊太郎！                       | 燃えよカンフー                          | 燃えよ! カンフー           | テレビ『燃えよカンフー』に影響を受けた坊太郎に出演者ソックリの3人が現れ、闘いを挑まれた坊太郎。後日坊太郎の代役として史上最強カラテ・極拳会の大岩会長が登場。                                    |
| 燃えよ坊太郎！                       | 大岩会長                                | 大山倍達                   | テレビ『燃えよカンフー』に影響を受けた坊太郎に出演者ソックリの3人が現れ、闘いを挑まれた坊太郎。後日坊太郎の代役として史上最強カラテ・極拳会の大岩会長が登場。                                    |
| 10億円犯人を追え!!                   | 刑事ネコロンボ                          | 刑事コロンボ               | 3億円の犯人と思って謎の大金持ちの男(坊太郎)を追う刑事ネコロンボが坊太郎の金の出所を突き止めようとする。                                                                                          |

## 登場人物
親寺 坊太郎
主人公。普段はオヤジ顔の奇妙な小学生として仲間内で軽んじられているが、変身後の顔はサングラスをかけたマッチョな大富豪。変身後の住所としてゼブラホテルという超高級ホテルの最上階を借り切っている。変身するとゴルフ、スキー、中国武術からポーカー、麻雀まで何でもござれの万能スーパーマンになる。
パパ
平凡なサラリーマン。格は平社員。ゴルフが極端に下手で、練習所の人からも入場拒否をされているほど。酒、ギャンブルに目がない。また、幼稚な性格で、買ってきたたこ焼きをママが全部食べた後大泣きしたり、「一家のアルジ」のような顔をして坊太郎に労働させたり、坊太郎の物を横取りしたり…と、坊太郎も呆れるほどの情けなさである。しかし、会社が倒産し、ミスターXの権力にて新しい会社に入社しても「裏口入社しちゃ男がすたる！」と言って一日で退社するなど、男らしい面もたまに見せる。OLに囲まれて話したり、サンドウィッチを貰ったりと、そこそこ女子社員にはもてるようだ。藤子作品には珍しく、スラッとした体型であり、変身後の坊太郎に顔が瓜二つである。それを利用した作戦が数回行われたが、パパ自身はあまり容姿が似ていることについては自覚がない。また、若く見え、屋台の親父から坊太郎の息子と間違えられたことがあるが、「ぼくももうちょっと若かったらプロゴルファーに…」という発言からして実際は老けているのかもしれない。また純子に「愛シテルー！」と言って、キスするなど、結構ロリコン。
ママ
平凡な主婦。坊太郎が1日家出した時は誘拐されたのではないかと思い、涙を流して心配するが、「ミスター・X」から「逆身代金」として100万円が届けられると「よくさらわれてくれたわねー!!」と狂喜する一面もある。
純子
坊太郎の同級生。女子高生っぽい外見だが小学生。仲間内でのアイドル的美少女だが、あまり坊太郎達と行動するシーンはない。映画女優志望であり、キザオ制作の8ミリ映画にはよく、ヒロインとしてオファーを受ける。ただし、キザオとキスをする役、半裸の役など、あまりいい役はやらされてもらえないので、途中でやめるか、怒って帰るかのどちらかである。テニスを習っているのか、クラブ、部活に所属しているのかは不明だが、テニスをやっている。作品の初めの方は、ロングヘアの時とショートヘアの時とがあり、あまり一定しなかったが、パワァコミックス収録分あたりからショートに統一された。また、キザオの庭に「何やっているの？」というノリで勝手に入ってくるなど、非常識なところもある。夏子というスチュワーデスの姉と（名前不明の）兄がいる。
ドラゴン
坊太郎の同級生。家族構成は、父、母、弟3人、妹一人の7人家族である。ガキ大将ではあるが、出羽やキザオに「お前」呼ばわりされたり、友人に恐れられたりするシーンはなく、そのような意識はあまりない。むしろ打たれ弱い。しかし、初期は若干大柄で人相も悪く、比べ物にならないほど坊太郎に暴力を振るった。カンフー映画のスターになることを夢見ており、なかでもブルース・リーが大のお気に入り。頭髪もブルース・リーカット。お気に入りの映画もブルース・リー。その影響からヌンチャク好きで学校、友人の家は愚か、香港旅行の際にも持ち歩いてしまう。出羽曰く「一日も練習を欠かしたことがない」らしい。必殺技は「ヌンチャクヘリコプター」、「ヌンチャクブーメラン」の二つ。しかし、次第にヌンチャクを振るうシーンがなくなり、いつの間にか野球馬鹿になった。性格は怒りっぽいがキザオをターゲットにした詐欺師を攻撃したり、親孝行な子供に涙を流して協力したりと結構良い人物である。15万円の自転車を軽々と破壊するほどの力をもつ。ゴリラといわれると怒る。「フームーン!」という謎の間投詞を多用。疑問、怒り、などにつかわれる。服装は、主にジャンパー、龍（ドラゴン）がプリントされたセーターの二種類が多い（例外あり）。
出羽
坊太郎の同級生。出っ歯が特徴。一人称は最初のうちは「ぼく」で次第に「おれ」になる。第一話から登場しているがその時は単なるモブキャラに過ぎず、彼の存在は忘れられていた。再登場後レギュラーキャラとなり坊太郎達と共に行動するようになった。しかしあまり目立つような人物ではなく、彼を中心に展開するエピソードは数える程度である。怪奇漫画家志望だが実際、絵は下手。そろばんをスキー板に代用した「そろばんスキー」が得意。
木佐 キザオ
坊太郎の同級生。金持ちの息子。名字で呼ばれたり下の名前で呼ばれたりするので呼び名は安定しない。ジャンボ尾崎のようなプロゴルファーになることを志望しているが、ゴルフの才能は皆無。しかし、芝生や風を読み取ることが出来るので少なくともルールだけは勉強済みのようである。家が裕福であることをいつも鼻にかけて自慢しているが、毎回ひどい目に遭うのであまり役柄は良くない。ただ、親にねだれば大抵の物は買ってもらえるので人並み外れて贅沢であることは確かである。他人と差をつけたいがために自分だけ大人ぶったり、自分は人と違う人間と思ったりする。そのためプライドが高く、決して出羽やドラゴンがはしゃいでも「キミたちはコドモだニィ」と言って、そのノリには参加しない（本心は「楽しそう」とは思っているようなので、後々、「ワー！ボクもやるー！」と言って参加することが多い）。他に、坊太郎達と友情を誓っても自分が坊太郎達より立場が優れたときは「二度と自分に近寄るな」と言ったり、「君らとは絶交する」と言ったり下衆なところもある。しかし、キザオが落ち込んだ時に皆で応援して励ましてくれるので、皆からはあまり嫌われていない様子。自動車の運転が極端に下手な兄を持つ。
ハットリくん
謎の転校生で、坊太郎の同級生。その名の通り忍者ハットリくんが眼鏡をかけたような容貌（もっとも髪は小池さんヘアであるが）。政治家志望でアドルフ・ヒトラーやフリードリヒ・ニーチェを崇拝。強烈なエリート意識を持ち、「オロカナ一般大衆と口をききたくない」との理由でキザオ以外の同級生とは口を利かない。家が裕福で、ポーカーや武器蒐集などの趣味を持っている。
タクシーの運転手
坊太郎がゼブラホテルに行く時、ほぼ必ず彼の目の前に現れる謎の個人タクシー。モデルはデフォルメされた赤塚不二夫。
マサミちゃん
町の冒険家。
解説者
藤子・F・不二雄がモデル。
キザオの兄
車の運転が極端に下手。
ミチオさん
坊太郎の親戚。夢遊病の癖あり。
ネコロンボ刑事
刑事。作者の過去作品からの出演。
先生
イヤミな担任の先生。
佐木
パパの同僚。スター・システムキャラ
アーのペンギン
場面転換に現れる。

## その他
- 第1話「オトナか!? コドモか!?」にて坊太郎がテレビ局で性器を露出し、股間を丸出しにしたままアイドル歌手を追いかけてサインをねだるのに始まり、「ハワイ珍道中」では純子が海水浴場で水に溶ける悪戯ビキニを着せられて衆人環視の中で全裸にさせられる辱めを受け、「ナゾの転校生」では女の子が南蛮鉤という江戸時代の捕物用の武器でスカートをめくられるなど、藤子作品としては下ネタが多く騒々しい内容となっている。

## 単行本
- 『オヤジ坊太郎』（大都社、スターコミックス）1975年-1976年、全2巻、絶版。
- 『新オヤジ坊太郎』（双葉社、パワァコミックス）1977年、全4巻、絶版。
- 『オヤジ坊太郎』（中央公論社、藤子不二雄ランド）1990年、全2巻、絶版。
- 『オヤジ坊太郎』（ブッキング、藤子不二雄Ⓐランド）2004年、全2巻。
- 『オヤジ坊太郎』(小学館、藤子不二雄Aデジタルセレクション)2014年